# Idioma molof
El molof (o también ampas o poule) es una lengua papú poco documentada hablada por unas 200 personas. S. Wurm (1975) la clasificó como rama independiente de las lenguas trans-neoguineanas, pero M. Ross (2005) no pudo encontrar evidencia adecuada para clasificarla.